# Dolichopeza perlongiseta
Dolichopeza perlongiseta är en tvåvingeart som beskrevs av Alexander 1967. Dolichopeza perlongiseta ingår i släktet Dolichopeza och familjen storharkrankar. Inga underarter finns listade i Catalogue of Life.